# Роксбері (Нью-Гемпшир)
Роксбері (англ. Roxbury) — місто (англ. town) в США, в окрузі Чешир штату Нью-Гемпшир. Населення — 220 осіб (2020).

## Демографія
Згідно з переписом 2010 року, у місті мешкало 229 осіб у 90 домогосподарствах у складі 71 родини. Було 101 помешкання
Расовий склад населення:
| - 96,5 % — білих - 0,9 % — азіатів |

До двох чи більше рас належало 2,6 %. Частка іспаномовних становила 1,3 % від усіх жителів.
За віковим діапазоном населення розподілялося таким чином: 17,9 % — особи молодші 18 років, 67,7 % — особи у віці 18—64 років, 14,4 % — особи у віці 65 років та старші. Медіана віку мешканця становила 46,1 року. На 100 осіб жіночої статі у місті припадало 100,9 чоловіків;  на 100 жінок у віці від 18 років та старших — 100,0 чоловіків також старших 18 років.
Середній дохід на одне домашнє господарство  становив 94 282 долари США (медіана — 67 500), а середній дохід на одну сім'ю — 105 782 долари (медіана — 82 750). Медіана доходів становила 43 750 доларів для чоловіків та 45 000 доларів для жінок. За межею бідності перебувало 2,3 % осіб, у тому числі 0,0 % дітей у віці до 18 років та 3,2 % осіб у віці 65 років та старших.
Цивільне працевлаштоване населення становило 135 осіб. Основні галузі зайнятості: освіта, охорона здоров'я та соціальна допомога — 26,7 %, виробництво — 17,8 %, роздрібна торгівля — 14,8 %.